# Baganaha
Baganaha (en népalais : बगनाह) est un comité de développement villageois du Népal situé dans le district de Bardiya. Au recensement de 2011, il comptait 13 048 habitants.